# Форначе (Леко)
Форначе (итал. Fornace) је насеље у Италији у округу Леко, региону Ломбардија.
Према процени из 2011. у насељу је живело 279 становника. Насеље се налази на надморској висини од 259 м.